# ژرف (کلات)
ژرف روستایی در دهستان کبودگنبد بخش مرکزی شهرستان کلات استان خراسان رضوی ایران است. در بخش غربی این روستا آبشاری وجود دارد اما در حال حاضر مورد کم‌آبی قرار گرفته‌است. حادثه سیل مرداد ۱۳۹۶ به این روستا خسارت وارد کرد.

## جمعیت
بر پایه سرشماری عمومی نفوس و مسکن در سال ۱۳۹۵ جمعیت این روستا ۲۵۶ نفر (در ۷۸ خانوار) بوده‌است.

## رودخانه ژرف
این رودخانه از ارتفاعات روستای ژرف سرچشمه می‌گیرد و از روستاهای ایسق سو، حمام قلعه، جلیل‌آباد می‌گذرد و وارد دربند ارغونشاه می‌شود و سپس به خوارزم محله کلات نادر می‌رسد و از کنار شهر کلات نادر عبور کرده و سپس به روستای خلج، نفطه و یک توت می‌رسد و از آنجا وارد خاک ترکمنستان می‌شود. طول این رودخانه در داخل خاک ایران ۴۰ کیلومتر است و دبی آب آن ۴۲۵ لیتر بر ثانیه است.
مسیر این رودخانه از روستای ژرف تا جلیل‌آباد بسیار زیبا و دیدنی است البته این راه به صورت مال است. آب این رودخانه از میان تنگه ارغونشاه عبور می‌کند و وارد شهر کلات نادر می‌شود آب این رودخانه از زیر بند نادری عبور می‌کند و در قدیم منبع تأمین آب بند نادری بوده‌است آب این رودخانه پس از خارج شدن از خاک ایران به کانال قره قوم ترکمنستان وارد می‌شود.